# Đình Tái Kênh
Đình Tái Kênh, còn được gọi là Đình Tái, là một di tích lịch sử tọa lạc tại huyện Bình Lục, tỉnh Hà Nam, Việt Nam. Đình Tái được xây dựng vào cuối thế kỷ 19 và đầu thế kỷ 20 với kiến trúc truyền thống của Việt Nam, là nơi thờ cúng các vị thần và anh hùng dân tộc.
Ngày 26 tháng 1 năm 2006, Đình Tái Kênh đã được công nhận là Di tích lịch sử cấp quốc gia theo quyết định số 22/2006/QĐ-BVHTT của Bộ Văn hóa, Thể thao và Du lịch, thuộc loại hình di tích lịch sử và kiến trúc nghệ thuật.

## Kiến trúc và điêu khắc
Kiến trúc Đình Tái Kênh có bố trí mặt bằng theo hình chữ nhị (=), với tiền đường ba gian hai trái lớn và hậu cung ba gian. Nghệ thuật chạm khắc trên kiến trúc tập trung vào đề tài tứ linh, kết hợp giữa tính chất cung đình và dân gian, mang đậm phong cách các nghệ thuật cuối thế kỷ 17 và đầu thế kỷ 18. Nghệ thuật chạm khắc cũng được thể hiện trên các vật dụng thờ trong đình, bao gồm chiếc hương ấn, cửa võng, ba cỗ ngai thờ và ba cỗ kiệu.